# 費耶特維爾 (北卡羅萊納州)
費耶特維爾 （英語：Fayetteville）是美国北卡罗来纳州中南部開普菲爾河畔的一個城市，是坎伯蘭郡的縣治，面積155.3平方公里。2020年普查結果該市共有人口20萬8,501人，2023年預估人口為20萬9,749人。

## 姐妹城市
- 法國摩澤爾省聖阿沃爾德